# Juninho Capixaba
Luis Antônio da Rocha Júnior, meglio noto come Juninho Capixaba (Cachoeiro de Itapemirim, 6 luglio 1997), è un calciatore brasiliano, difensore del RB Bragantino.

## Caratteristiche tecniche
È un terzino sinistro.

## Carriera
Cresciuto nelle giovanili del Bahia, ha esordito il 7 novembre 2015 in occasione del match perso 2-1 contro il Santa Cruz.

## Statistiche

### Presenze e reti nei club
Statistiche aggiornate al 23 marzo 2018.
| Stagione        | Squadra         | Campionato      | Campionato | Campionato | Coppe nazionali | Coppe nazionali | Coppe nazionali | Coppe continentali | Coppe continentali | Coppe continentali | Altre coppe | Altre coppe | Altre coppe | Totale | Totale | Totale |
| Stagione        | Squadra         | Comp            | Pres       | Reti       | Comp            | Pres            | Reti            | Comp               | Pres               | Reti               | Comp        | Pres        | Reti        | Pres   | Reti   |        |
| --------------- | --------------- | --------------- | ---------- | ---------- | --------------- | --------------- | --------------- | ------------------ | ------------------ | ------------------ | ----------- | ----------- | ----------- | ------ | ------ | ------ |
| 2015            | Bahia           | PD/BA+B         | 0+2        | 0          | CB              | 0               | 0               |                    | -                  | -                  |             | -           | -           | 2      | 0      |        |
| 2016            | Bahia           | PD/BA+B         | 0          | 0          | CB              | 0               | 0               |                    | -                  | -                  | CDN         | 1           | 0           | 1      | 0      |        |
| 2017            | Bahia           | PD/BA+A         | 7+17       | 0          | CB              | 0               | 0               |                    | -                  | -                  | CDN         | 0           | 0           | 24     | 0      |        |
| Totale Bahia    | Totale Bahia    | Totale Bahia    | 26         | 0          |                 | 0               | 0               |                    | -                  | -                  |             | 1           | 0           | 27     | 0      |        |
| 2018            | Corinthians     | A1/SP+A         | 7+0        | 0          | CB              | 0               | 0               | CL                 | 0                  | 0                  |             | -           | -           | 7      | 0      |        |
| Totale carriera | Totale carriera | Totale carriera | 33         | 0          |                 | 0               | 0               |                    | -                  | -                  |             | 1           | 0           | 34     | 0      |        |

## Palmarès

### Club

#### Competizioni nazionali
- Copa do Nordeste: 1

Bahia: 2017

#### Competizioni statali
- Campionato Baiano: 1

Bahia: 2020
- Campionato paulista: 1

Corinthians: 2018
- Campionato Gaúcho: 1

Grêmio: 2019